# Bridgerton
Bridgerton è una serie televisiva statunitense ideata da Chris Van Dusen e prodotta da Shonda Rhimes, basata sui romanzi di Julia Quinn, ambientati nel mondo dell'alta società londinese durante la Reggenza inglese (Regency Era). La serie ha debuttato il 25 dicembre 2020 su Netflix.
La serie televisiva è stata acclamata dalla critica per la regia, le interpretazioni degli attori, la produzione e la scenografia, vincendo due Primetime Creative Arts Emmy Award, un Make-Up Artists And Hair Stylists Guild Awards, ed è stata candidata ai Primetime Emmy Awards, agli Screen Actors Guild Award, ai Satellite Award e ai NAACP Image Award. La colonna sonora di Kris Bowers ha ottenuto una candidatura ai Grammy Award per la migliore colonna sonora per media visivi.

## Trama
La serie è ambientata in una ucronica età della Reggenza inglese in cui non vi è razzismo e i monarchi e i nobili britannici sono anche neri o mulatti. Seguendo la cronologia dei romanzi, ogni stagione è autoconclusiva e incentrata su uno dei fratelli Bridgerton: Anthony, Benedict, Colin, Daphne, Eloise, Francesca, Gregory e Hyacinth.
Ogni stagione si muove nello stesso arco temporale: la stagione sociale, il momento dell'anno in cui l'alta società ritorna nelle dimore di Londra, ed i figli dei nobili che hanno raggiunto l'età idonea vengono presentati ed introdotti in società, partecipando a balli ed eventi mondani per cercare moglie o marito. Le stagioni di Bridgerton si aprono quindi con il debutto delle ragazze davanti alla regina, la quale per tradizione sceglie una favorita il cui favore la proteggerà e accompagnerà durante la stagione.

### Prima stagione
Daphne è la figlia più grande della famiglia Bridgerton, le cui redini dopo la morte del padre sono in mano al fratello più grande, Anthony, desideroso di accasarla con un buon partito nonostante il desiderio di Daphne di sposarsi per amore come i genitori. Il giorno del debutto Daphne viene notata dalla Regina per la sua bellezza e la sua raffinatezza, e scelta come diamante della stagione. Daphne inizia ad attirare ottimi pretendenti grazie sia al favore della regina sia agli stratagemmi del fratello, ma anche occhi indiscreti: quelli della misteriosa Lady Whistledown, che nel suo pamphlet di gossip e scandali la mette in cattiva luce. Ciò nonostante Daphne attira l'attenzione di un principe, a lei presentato dalla regina in persona, ma anche dell'ambitissimo duca di Hastings. Da un lato la giovane frequenta il principe, ma dall'altro instaura con il Duca un rapporto conflittuale che si svela sempre di più come un vortice di sentimenti e situazioni in cui l'attrazione è palpabile. Nonostante le altissime aspettative della società per loro, i due iniziano a comprendere che provano qualcosa l'uno per l'altro e decidono di sposarsi con il benestare di entrambe le famiglie. La prima stagione lascia lo spettatore con la rivelazione di chi si nasconde dietro la penna di Lady Whistledown: Penelope Featherington.

### Seconda stagione
Antony Bridgerton, destinato a ereditare il titolo di Visconte, si mette alla ricerca di un buon matrimonio. Intanto a Londra ritornano le sorelle Edwina e Kate Sharma, ospiti di Lady Danbury e vittime di uno scandalo: la loro madre infatti è malvista in società, in quanto ai suoi tempi aveva rifiutato un ottimo matrimonio per scappare in India e sposare un uomo di umili origini perdendo i suoi privilegi. Ciò nonostante Edwina si aggiudica i favori della regina diventando il diamante della stagione e diventa la scelta perfetta per Anthony, che inizia a corteggiarla. Così facendo il giovane Bridgerton si avvicina anche a Kate, che a ventisei anni è considerata dalla società una zitella e non è minimamente interessata al matrimonio. Antony chiede la mano a Edwina, ma più si avvicina al matrimonio più si rende conto che in realtà è innamorato di Kate, la quale lo corrisponde ma cerca di allontanare il sentimento. È Edwina, rendendosi conto di quanto sta succedendo, ad annullare le nozze con Antony, che riesce quindi a sposare Kate.
Parallelamente, Eloise Bridgerton fa il suo debutto in società nonostante sia ribelle, vicina al femminismo e poco interessata a trovare un marito. Ella lega particolarmente con la regina grazie al comune interesse, quasi morboso, per le cronache di Lady Whistledown, ed è determinata a smascherare l'identità della scrittrice. Quando la regina la accusa di essere lei stessa Lady Whistledown, Penelope scrive un lungo pezzo denigrandola per allontanare i sospetti. Nel frattempo, la famiglia Featherington è sommersa dai debiti e organizza una truffa ai danni di Colin Bridgerton. Penelope e Colin sono amici di lunga data e la ragazza nutre per lui un amore non corrisposto, pertanto fa di tutto per proteggerlo dai loschi interessi di sua madre, e Colin riesce a non farsi raggirare grazie anche all'aiuto del pugile Will Mondrich. Eloise riesce finalmente a scoprire che Penelope è Lady Whistledown: indignata, giura che la loro amicizia è finita e Penelope si ripropone di abbandonare la scrittura, mentre la famiglia Featherington riesce a risolvere i suoi problemi finanziari.

### Terza stagione
Si apre una nuova stagione a Londra e, mentre Francesca Bridgerton fa il suo debutto in società, Penelope è decisa ad abbandonare la casa di famiglia, in cui sta sempre più stretta, trovando un marito ad ogni costo. Colin ritorna dal suo tour in Europa molto più maturo ed affascinante, disinteressato a trovare moglie, ma desiderato dalle ragazze dell'alta società. Proprio Colin si propone di aiutare in segreto Penelope nella sua ricerca. La notizia però trapela e diventa uno scandalo, così Penelope si vede costretta a scrivere un lungo articolo diffamatorio su di sé nei panni di Lady Whistledown. Colin, preoccupato e amareggiato, si reca a casa di Penelope per consolarla e i due si baciano su richiesta di lei, che teme di restare nubile e di non sapere mai cosa si provi ad essere baciata. Mentre Penelope, ormai rassegnata ad essere considerata da Colin solo un'amica, riesce a trovare un pretendente di alto rango, Lord Debling, dopo il bacio il giovane Bridgerton inizia invece a vederla come più di un'amica e a nutrire dei sentimenti per lei. Lord Debling inizia a frequentare assiduamente Penelope, venendo in lei la persona giusta per una relazione basata più sul rispetto reciproco che sull'amore. Penelope, pur avendo continuato a sperare fino all'ultimo di sposarsi per amore, è intenzionata ad accettare la sua proposta in quanto Debling costituisce il partito migliore che sia riuscita a trovare. Colin, invece, sempre più certo dei suoi sentimenti per lei, vorrebbe dichiararsi e Lord Debling, rendendosi conto dell'attrazione tra i due, ritira la sua proposta. Inizialmente Penelope è amareggiata e delusa, ma Colin finalmente si dichiara, facendole la proposta di matrimonio, e la ragazza vede il suo sogno di una vita realizzarsi.
Dopo il fidanzamento, Penelope inizia a preoccuparsi del fatto che Colin non sa che lei è Lady Whistledown e, spinta anche da Eloise che non vuole che a suo fratello sia taciuto un simile segreto dalla donna che sta per sposare, vorrebbe rivelarglielo, ma non riesce mai a trovare il coraggio di farlo, perché sa che lui odia l'autrice per i danni che, con i suoi articoli, ha causato anche alla sua famiglia. Alla fine, Penelope arriva alla conclusione che smettere di scrivere sia la soluzione migliore. In un colpo di scena, però, Cressida Cowper decide di autodichiararsi Lady Whistledown nel tentativo di avere un riconoscimento pubblico che le permetta di sfuggire ad un matrimonio imposto dalla sua famiglia, ma Penelope la scredita scrivendo un nuovo articolo, anche se nel farlo Colin scopre la verità su di lei proprio alla viglia delle nozze ed è furioso. I due sembrano riuscire comunque a fare pace e si sposano ugualmente, ma quando Lady Whistledown inizia ad essere perseguitata dalla regina in persona in quanto è ormai una figura pubblica che è riuscita a guadagnare potere grazie ai suoi articoli, Colin dice a Penelope che, per il bene della loro relazione e della loro famiglia, deve smettere di scrivere, ma la ragazza si rifiuta, perché ha capito che Lady Whistledown è una parte di lei e non ha intenzione di rinunciare a qualcosa che la fa sentire realizzata per essere soltanto una moglie, creando così un'ulteriore frattura tra i due sposi. Poco dopo, Cressida scopre a sua volta la verità su Penelope e la ricatta, al che lei, capendo di non potersi più nascondere, decide di rivelare pubblicamente la sua identità e, grazie al suo discorso, riesce a convincere la regina di permetterle di continuare a scrivere. Allo stesso tempo, vedere la forza e la determinazione della moglie fa ricredere Colin, che capisce che Lady Whistledown e la donna che ama sono due facce della stessa medaglia: l'uomo decide di supportare completamente la moglie, consapevole che poter stare al fianco di una donna come lei è un grande privilegio, e i due si riconciliano. Tempo dopo, Colin e Penelope hanno avuto il loro primo figlio e vivono felicemente la loro vita matrimoniale, mentre lei continua a scrivere e decide finalmente di iniziare a farlo con il suo vero nome, ritirando quello di Lady Whistledown.

## Episodi
| Stagione         | Episodi | Pubblicazione |
| ---------------- | ------- | ------------- |
| Prima stagione   | 8       | 2020          |
| Seconda stagione | 8       | 2022          |
| Terza stagione   | 8       | 2024          |

## Personaggi e interpreti

### Principali
- Daphne Bridgerton (stagioni 1-2), interpretata da Phoebe Dynevor, doppiata da Margherita De Risi.
Protagonista femminile della prima stagione. Quartogenita della famiglia Bridgerton, acquisisce il titolo di duchessa dopo aver sposato Simon Basset e dal quale avrà un figlio di nome Augie al termine della prima stagione
- Simon Basset (stagione 1), interpretato da Regé-Jean Page, doppiato da Jacopo Venturiero.
Protagonista maschile della prima stagione. Il libertino Duca di Hastings è una vecchia conoscenza di Anthony Bridgerton. Da piccolo soffriva di balbuzie e per questo fu allontanato dal padre, venendo poi cresciuto da Lady Danbury. Si innamorerà di Daphne e in seguito, nonostante la sua riluttanza, si sposeranno ed avranno un figlio che chiameranno Augie.
- Anthony Bridgerton (stagioni 1-in corso), interpretato da Jonathan Bailey, doppiato da Emanuele Ruzza.
Protagonista maschile della seconda stagione. Primogenito della famiglia Bridgerton, eredita il titolo di visconte e il ruolo di capofamiglia alla morte del padre. Nella seconda stagione annuncia di voler trovare moglie solo per avere una donna al suo fianco. In seguito farà la conoscenza di Kate Sharma e dopo un iniziale periodo di battibecchi e "odio", tra i due scoppierà una profonda passione e una forte attrazione l'uno per l'altra anche se cercheranno di nasconderla agli altri e di negarla a loro stessi. In seguito, dopo aver dichiarato a Kate di amarla come non ha mai amato nessuno, le chiederà di sposarlo. Nella terza stagione i due saranno in attesa del loro primo figlio ed intraprenderanno un viaggio verso l'India.
- Kate Sharma (stagioni 2-in corso), interpretata da Simone Ashley, doppiata da Giulia Franceschetti.
Protagonista femminile della seconda stagione. Arriva dall'India con la sorella e la madre e fa la conoscenza di Anthony. Dopo un iniziale periodo di battibecchi e "odio", tra i due scoppierà una profonda passione e una forte attrazione anche se tenteranno di negarla a loro stessi e a nasconderla agli altri. In seguito, dichiara ad Anthony di ricambiare il suo amore e decideranno di sposarsi. Nella terza stagione rimarrà incinta e lei insieme ad Anthony decideranno di partire per l'India.
- Colin Bridgerton (stagioni 1-in corso), interpretato da Luke Newton, doppiato da Federico Campaiola.
Protagonista maschile della terza stagione. Terzogenito dei Bridgerton. Nella prima stagione riceve una brutta delusione sentimentale da Marina Thompson, a seguito della quale parte per un viaggio in Grecia. Successivamente, continuerà a viaggiare spesso alla ricerca di un suo scopo nella vita. All'inizio della terza stagione, di ritorno dal suo ultimo viaggio, si avvicina molto Penelope, sua grande amica di lunga data segretamente innamorata di lui da sempre e che vuole trovare marito a breve per poter andarsene di casa, e pian piano capisce di essersi innamorato di lei. In seguito, i due si sposeranno. Nel finale della terza stagione avranno un figlio: il nuovo Lord Featherington.
- Penelope Featherington (stagioni 1-in corso), interpretata da Nicola Coughlan, doppiata da Federica D'Angelis.
Protagonista femminile della terza stagione. Migliore amica di Eloise ed innamorata da sempre di Colin, che inizia a ricambiare i suoi sentimenti all'inizio della terza stagione, proprio quando lei si era ormai rassegnata all'idea di essere solo una sua grande amica. È segretamente l'autrice Lady Whistledown: quando emergerà la verità sulla sua identità, questa cosa creerà non pochi problemi sia nella sua amicizia con Eloise che nella sua storia con Colin, ma alla fine riuscirà sia a fare pace con Eloise che ad avere il suo lieto fine con Colin, sposandolo. Alla fine della terza stagione avranno un figlio: il nuovo Lord Featherington.
- Benedict Bridgerton (stagioni 1-in corso), interpretato da Luke Thompson, doppiato da Alessandro Campaiola. Protagonista maschile della quarta stagione. Secondogenito dei Bridgerton. Ama dipingere ed è segretamente pansessuale.
- Sophie Baek (stagioni 4-in corso), interpretata da Yerin Ha. Protagonista femminile della quarta stagione.

#### Famiglia Bridgerton
- Violet Bridgerton (stagioni 1-in corso), interpretata da Ruth Gemmell, doppiata da Barbara De Bortoli.
Vedova di Lord Bridgerton e madre degli otto fratelli. Nella terza stagione conoscerà il Lord Marcus Anderson, fratello di Lady Agatha, con cui avrà un ottimo feeling.
- Hyacinth Bridgerton (stagioni 1-in corso), interpretata da Florence Hunt, doppiata da Myriam Fatone.
Ultimogenita dei Bridgerton. Nasce quando il padre è già morto.
- Eloise Bridgerton (stagioni 1-in corso), interpretata da Claudia Jessie, doppiata da Elena Perino.
Quintogenita dei Bridgerton. Di idee femministe, ha come migliore amica Penelope.
- Gregory Bridgerton (stagioni 1-in corso), interpretato da Will Tilston, doppiato da Alessio Aimone.
Penultimo figlio dei Bridgerton.
- Francesca Bridgerton (stagioni 1-in corso), interpretata da Ruby Stokes (stagioni 1-2) e da Hannah Dodd (stagioni 3-in corso), doppiata da Sarah de Hertogh.
Sestogenita dei Bridgerton. Nella terza stagione debutta in società. Conosce e sposa John Stirling, conte di Killmartin e va a vivere con lui in Scozia.

#### Famiglia Featherington
- Marina Thompson (stagione 1, guest star stagione 2), interpretata da Ruby Barker, doppiata da Benedetta Degli Innocenti.
Cugina di Lord Featherington, si trasferisce a Londra a causa dei debiti che Lord Featherington ha contratto con suo padre. Rimane incinta di George Crane, suo primo amore partito per la guerra spagnola e morto combattendo. Sposa Philippe Crane, fratello del suo amore e partorisce due gemelli.
- Philippa Featherington (stagioni 1-in corso), interpretata da Harriet Cains, doppiata da Martina Felli.
La figlia di mezzo dei Featherington. Nella terza stagione è sposata con Albion Finch, dal quale avrà una bambina al termine della stessa.
- Albion Finch (stagione 2-in corso), interpretato da Lorn Macdonald[2], doppiato da Gabriele Sabatini. Dalla terza stagione sarà il marito di Philippa e nel finale della stessa stagione avranno una bambina di nome Philomena.
- Prudence Featherington (stagioni 1-in corso), interpretata da Bessie Carter, doppiata da Irene Trotta.
La figlia maggiore dei Featherington. Nella terza stagione si scopre che si è sposata con Harry Dankworth e con lui al termine della stagione avrà una bambina.
- Harry Dankworth (stagione 3-in corso), interpretato da James Phoon, doppiato da Mirko Cannella.
Dalla terza stagione sarà il marito di Prudence e avranno una bambina.
- Archibald Featherington (stagione 1), interpretato da Ben Miller, doppiato da Davide Marzi.
Dedito alle scommesse, viene ucciso dai suoi debitori.
- Portia Featherington (stagioni 1-in corso), interpretata da Polly Walker, doppiata da Antonella Giannini.
La matriarca della famiglia Featherington. Nella seconda stagione cerca di convincere le sue due figlie maggiori a trovare marito, quando poi nella terza saranno finalmente accasate, cercherà di convincerle in tutti i modi ad avere rapporti con i loro mariti in modo che una delle due possa avere un figlio maschio, che diventerà l'erede della famiglia. Alla fine l'unica delle sue figlie che avrà un maschio sarà Penelope, mentre le altre due avranno delle bambine.
- Jack Featherington (stagione 2), interpretato da Rupert Young, doppiato da Francesco Bulckaen.
È un lontano cugino ed ha possedimenti in America. Diventa il nuovo Lord Featherington dopo la morte di Archibald. In realtà è un truffatore e scappa in America. Il figlio di Penelope e Colin prenderà il suo posto come nuovo Lord Featherington.

#### Famiglia Sharma
- Edwina Sharma (stagione 2), interpretata da Charithra Chandran, doppiata da Lavinia Paladino.
Sorella di Kate.
- Mary Sheffield Sharma (stagione 2), interpretata da Shelley Conn, doppiata da Alessia Amendola.
Madre di Edwina e matrigna di Kate.

Famiglia Stirling
- John Stirling (stagione 3-in corso), interpretato da Victor Alli, doppiato da Gabriele Vendem, Conte di Kilmartin e marito di Francesca
- Michaela Stirling (stagione 3-in corso), interpretata da Masali Baduza, cugina di John

### Altri personaggi
- Lady Danbury (stagioni 1-in corso), interpretata da Adjoa Andoh, doppiata da Alessandra Cassioli.
Perspicace decana della società di Londra. Nella terza stagione rincontrerà suo fratello il Lord Marcus Anderson dopo molti anni. Non hanno un bel rapporto per fatto avvenuto quando erano più giovani, però poi verso la fine della stagione fanno pace.
- Mrs. Varley (stagioni 1-in corso), interpretata da Lorraine Ashbourne, doppiata da Mirta Pepe.
Governante di casa Featherington.
- Siena Rosso (stagione 1), interpretata da Sabrina Bartlett, doppiata da Erica Necci.
Cantante lirica con cui Anthony ha avuto una relazione.
- Regina Carlotta (stagioni 1-in corso), interpretata da Golda Rosheuvel, doppiata da Barbara Castracane. La regina Carlotta si ritrova a vivere i sorditi pettegolezzi che Lady Whistledown stampa, anche se giurerebbe di essere al di sopra di tali riflessioni banali. É solo quando Lady Whistledown prende di mira il palazzo, che la Regina Carlotta sa che deve fare qualcosa al riguardo, ma non ci riuscirà, perché Eloise riuscirà ad avvertire Lady Whistledown del pericolo. Nella terza stagione continuerà a cercare di scoprire chi é Lady Whistledown e ci riuscirà nel finale di stagione, quando riuscirà a convincere Penelope Featherington a dichiarare apertamente ad un ballo, di essere lei la vera Lady Whistledown, che deciderà di ritirarsi e di cominciare a scrivere sotto il suo vero nome
- Lady Whistledown (stagioni 1-in corso), doppiata in originale da Julie Andrews, in italiano da Melina Martello.
L'autrice di una newsletter scandalistica.
- Will Mondrich (stagioni 1-in corso), interpretato da Martins Imhangbe, doppiato da Alessandro Rigotti.
Pugile amico di Simon. Diventa membro dell'alta società dopo che il figlio ha ereditato un titolo nobiliare.
- Theo Sharpe (stagione 2), interpretato da Calam Lynch, doppiato da Manuel Meli.
Garzone che diventerà amico di Eloise.
- Lord Marcus Anderson (stagione 3), interpretato da Daniel Francis, doppiato da Pasquale Anselmo. Fratello di Agatha che non vede da anni. Non hanno un bel rapporto per via di malintesi avuti in giovane età, ma fortunatamente al termine della stagione faranno pace. É un uomo affascinante, dall'animo buono e le donne gli girano intorno. Dal momento però che conosce Lady Violet sembra che scatti qualcosa in più venendo tra l'altro ricambiato, questo però all'inizio non piacerà a sua sorella che cercherà di spingerlo a provarci con altre donne, però poi alla fine lascerà stare
- Lord Debling (stagione 3), interpretato da Phillips.org Sam Phillips, doppiato da Andrea Mete. É il nuovo corteggiatore e pretendente di Penelope Featherington, arriverà a chiederle di sposarlo e lei accetterà, però poi lui comincerà a capire che lei prova qualcosa per Colin e la lascerà.

### Ricorrenti
- Rose Nolan (stagione 1), interpretata da Molly McGlynn, doppiata da Benedetta Ponticelli.
Domestica personale di Daphne.
- Lady Cowper (stagioni 1-in corso), interpretata da Joanna Bobin, doppiata da Giò Giò Rapattoni.
Madre di Cressida.
- Cressida Cowper (stagioni 1-in corso), interpretata da Jessica Madsen, doppiata da Mattea Serpelloni.
Debuttante rivale di Daphne nella prima stagione. Nella terza stagione sarà la rivale di Penelope per cercare di conquistare Lord Debling, diventa amica di Eloise dopo che quest'ultima ha rotto la sua amicizia con Penelope, scoprirà che Lady Whistledown è proprio Penelope e arriverà a ricattarla, ma poi, per evitare un matrimonio combinato, dichiara di essere Lady Whistledown. A causa dello scandalo viene mandata in Galles da una zia bigotta.
- Jeffries (stagione 1), interpretato da Jason Barnett, doppiato da Stefano Starna.
Maggiordomo del Duca di Hastings.
- Brimsley (stagioni 1-in corso), interpretato da Hugh Sachs.
Braccio destro della Regina Carlotta.
- Mrs. Wilson (stagioni 1-in corso), interpretata da Geraldine Alexander, doppiata da Cinzia De Carolis.
La governante dei Bridgerton.
- Genevieve Delacroix (stagioni 1-in corso), interpretata da Kathryn Drysdale, doppiata da Claudia Catani.
Modista dell'alta società londinese.
- Humboldt (stagioni 1-in corso), interpretato da Simon Ludders.
Il domestico dei Bridgerton.
- Henry Granville (stagioni 1-2), interpretato da Julian Ovenden, doppiato da Fabrizio De Flaviis.
Pittore, diventa amico di Benedict Bridgerton.

## Produzione
Il 20 luglio 2018 Netflix ha annunciato che Shonda Rhimes avrebbe prodotto la serie di Bridgerton basata sui romanzi best seller di Julia Quinn, mentre Chris Van Dusen sarebbe stato lo showrunner. Il 19 giugno 2019, Julie Andrews è stata scelta per interpretare Lady Whistledown, la narratrice della serie. Il 10 luglio 2019, è stato annunciato che Phoebe Dynevor e Regé-Jean Page avrebbero interpretato i protagonisti, mentre Jonathan Bailey, Golda Rosheuvel, Luke Newton, Claudia Jessie, Nicola Coughlan, Ruby Barker, Sabrina Bartlett, Ruth Gemmell, Adjoa Andoh e Polly Walker sono stati scritturati come personaggi principali. Bridgerton è stato girato a Londra e a Bath, nel Somerset.
Il 21 gennaio 2021 viene comunicato ufficialmente che la serie è stata rinnovata per una seconda stagione, incentrata su Anthony Bridgerton. Nell'aprile 2021 con un post su Instagram, Regé-Jean Page annuncia di abbandonare il cast della serie e viene inoltre annunciato il rinnovo della serie per una terza e quarta stagione.
Nell'aprile 2022 viene annunciata la produzione di uno spin-off sulla Regina Carlotta. A maggio dello stesso anno vengono annunciati come protagonisti della terza stagione Colin e Penelope, discostandosi così dall'ordine dei libri. Per la terza e quarta stagione Jess Brownell prende il posto di Chris Van Dusen come showrunner. Nel gennaio 2023, Phoebe Dynevor ha annunciato che non sarebbe tornata nei panni di Daphne, almeno per la terza stagione.
Il 23 luglio 2024 viene ufficialmente annunciato Benedict come protagonista della quarta stagione, mentre il 16 agosto dello stesso anno Yerin Ha ottiene la parte della protagonista femminile Sophie Baek. Il 16 settembre si aggiungono al cast Katie Leung, Michelle Mao e Isabella Wei nei panni, rispettivamente, di Lady Araminta Gun, Rosamund Li e Posy Li.
Il 14 maggio 2025 vengono confermate anche la quinta e la sesta stagione.

## Spin-off
Nell'aprile 2022 viene annunciata la produzione di una serie TV spin-off La regina Carlotta: Una storia di Bridgerton ideata e prodotta da Shonda Rhimes. La serie ha debuttato il 4 maggio 2023 su Netflix.

## Distribuzione
Nell'ottobre 2020 è stato annunciato che la prima stagione di Bridgerton sarebbe stata distribuita il 25 dicembre 2020.
La seconda stagione è stata pubblicata su Netflix il 25 marzo 2022.
La terza stagione doveva originariamente uscire il 14 dicembre 2023, ma la pubblicazione è stata rimandata e la stagione divisa in due parti: i primi quattro episodi sono usciti su Netflix il 16 maggio 2024 mentre i restanti sono stati resi disponibili a partire dal 13 giugno 2024.

## Accoglienza

### Ascolti
La serie ha ottenuto grande successo, registrando 82 milioni di visualizzazioni dopo soli 28 giorni dal suo debutto nel giorno di Natale e confermandosi fra i più grandi successi delle serie originali Netflix.
La seconda stagione nei primi 28 giorni di programmazione ha registrato 627,1 milioni di ore visualizzate, un nuovo record assoluto visto che la prima stagione ne aveva totalizzate 625,5.

## Riconoscimenti

### Premi principali
Grammy Award
- 2022 – Candidatura alla miglior colonna sonora per media visivi a Kris Bowers per Bridgerton' Season 1 Soundtrack

Primetime Emmy Awards
- 2021 – Candidatura alla migliore serie drammatica
- 2021 – Candidatura al miglior attore protagonista in una serie drammatica a Regé-Jean Page
- 2021 – Candidatura alla miglior regia per una serie drammatica a Julie Anne Robinson

Primetime Creative Arts Emmy Award
- 2021 – Candidatura alla migliore voce fuori campo a Julie Andrews
- 2021 – Candidatura al miglior casting in una serie drammatica a Kelly Valentine Hendry
- 2021 – Candidatura alla miglior fotografia per una serie a camera singola (un'ora) a Jeffrey Jur
- 2021 – Candidatura ai migliori costumi d'epoca a Ellen Mirojnick, John W. Glaser III, Sanaz Missaghian e Kenny Crouch
- 2021 – Migliore acconciatura d'epoca a Marc Pilcher, Lynda J. Pearce, Claire Matthews, Adam James Phillips, Tania Couper e Lou Bannell
- 2021 – Candidatura alla miglior composizione musicale per una serie (partitura drammatica originale) a Kris Bowers
- 2021 – Candidatura alla miglior direzione musicale a Alexandra Patsavas
- 2021 – Candidatura alla miglior scenografia per un programma narrativo d'epoca o fantasy a Will Hughes-Jones, Dominic Devine e Gina Cromwell
- 2022 – Candidatura alla migliore voce fuori campo a Julie Andrews
- 2022 – Candidatura ai migliori costumi d'epoca a Sophie Canale, Dougie Hawkes, Sarah June Mills, Charlotte Armstrong, Sanaz Missaghian, e Kevin Pratten-Stone
- 2022 – Migliore acconciatura d'epoca a Erika Okvist, Jenny Rhodes-McLean e Sim Camps

Satellite Award
- 2021 – Candidatura al miglior attore in una serie drammatica a Regé-Jean Page
- 2021 – Candidatura alla migliore attrice in una serie drammatica a Phoebe Dynevor

Screen Actors Guild Award
- 2021 – Candidatura al miglior cast in una serie drammatica
- 2021 – Candidatura al migliore attore in una serie drammaticaa a Regé-Jean Page

### Altri premi
Black Reel Awards
- 2021 – Candidatura al miglior attore in una serie drammatica a Regé-Jean Page
- 2021 – Miglior attrice non protagonista in una serie drammatica a Adjoa Andoh
- 2022 – Miglior regia in una serie drammatica a Cheryl Dunye per l'episodio The Viscount Who Loved Me
- 2022 – Candidatura alla miglior attrice non protagonista in una serie drammatica a Adjoa Andoh
- 2022 – Candidatura alla migliore supervisione a Alexandra Pastvas
- 2022 – Candidatura alla miglior colonna sonora musicale a Kris Bowers

Directors Guild of America Award
- 2021 – Candidatura alla miglior regia in una serie drammatica a Julie Anne Robinson

Costume Designers Guild Awards
- 2021 – Candidatura all'eccellenza della televisione in epoca storica a Ellen Mirojnick e John W. Glaser III

Hollywood Music in Media Awards
- 2021 – Candidatura alla migliore colonna sonora originale in una serie televisiva/serie limitata a Kris Bowers

Make-Up Artists and Hair Stylists Guild Awards
- 2021 – Migliore acconciatura d'epoca e/o del personaggio in una serie televisiva, serie limitata o miniserie
- 2021 – Candidatura al miglior trucco d'epoca e/o dei personaggi in una serie televisiva, serie limitata o miniserie

MTV Movie & TV Awards
- 2021 – Candidatura alla serie dell'anno
- 2021 – Migliore performance rivelazione a Regé-Jean Page
- 2021 – Candidatura al miglior bacio a Regé-Jean Page e Phoebe Dynevor
- 2022 – Candidatura al miglior momento musicale a Midnight String Quartet per la cover di Wrecking Ball

NAACP Image Award
- 2021 – Candidatura alla migliore serie drammatica
- 2021 – Miglior attore in una serie drammatica a Regé-Jean Page
- 2021 – Candidatura alla miglior attrice non protagonista in una serie drammatica a Adjoa Andoh
- 2023 – Candidatura alla migliore serie drammatica
- 2023 – Candidatura alla miglior attrice non protagonista in una serie drammatica a Adjoa Andoh
- 2023 – Candidatura alla miglior colonna sonora a Kris Bowers per Bridgerton' Season 2 Soundtrack

National Television Awards
- 2022 – Candidatura alla migliore serie drammatica
- 2022 – Candidatura alla migliore interpretazione in una serie drammatica a Simone Ashley
- 2022 – Candidatura alla migliore interpretazione in una serie drammatica a Jonathan Bailey
- 2022 – Candidatura al Rising Star Award a Charithra Chandran

Producers Guild of America Awards
- 2021 – Candidatura alla miglior produzione di episodi televisivi drammatici

## The Unofficial Bridgerton Musical
Le musiciste Abigail Barlow ed Emily Bear hanno scritto un musical in risposta alla prima stagione. È iniziato con un TikTok di Abigail Barlow il 10 gennaio 2021, che è diventato virale. Netflix ha permesso loro di pubblicare un album non ufficiale di Bridgerton a condizione che fosse classificato come contenuto dei fan. Barlow e Bear hanno pubblicato l'album in modo indipendente, senza etichetta, nel settembre 2021. Pochi giorni dopo, loro e Darren Criss hanno eseguito la canzone Oceans Away alla celebrazione del 50º anniversario del Kennedy Center. Il 3 aprile 2022, Abigail Barlow ed Emily Bear hanno vinto il Grammy per il miglior album di teatro musicale.

### Cause legali per i diritti d'autore
Nonostante inizialmente Netflix abbia sostenuto il progetto teatrale, successivamente alla vittoria del Grammy Award per le musiche dello spettacolo, il quale ha portato allo spettacolo un aumento del profitto derivanti dagli spettacoli dal vivo e dal merchandising associato, l'azienda ha citato in giudizio Abigail Barlow e Emily Bear per violazione dei diritto d'autore. Netflix possiede il diritto esclusivo di creare canzoni, musical o qualsiasi altra opera derivata basata su Bridgerton, sostenendo che le canzoni del duo copiano "abbondantemente e in modo quasi identico da Bridgerton in una serie di elementi espressivi originali", tra cui "trama, ritmo, sequenza di eventi, umore, ambientazione e temi". Nella causa si afferma che la coppia ha rifiutato un accordo di licenza con Netflix.

A causa della citazione in giudizio, lo spettacolo che era previsto per il 30 settembre 2022 presso la Royal Albert Hall a Londra venne cancellata. La settimana successiva la denuncia è stata archiviata, un giorno dopo che Barlow e Bear avrebbero dovuto rispondere alla denuncia iniziale, senza mai presentarsi. Rhimes ha rilasciato dichiarazioni in merito alla causa:
(Shonda Rhimes)